# Luigi Paolillo
Luigi Paolillo (Maiori, 9 agosto 1864 – Vietri sul Mare, maggio 1934) è stato un pittore italiano.
Considerato uno dei maggiori pittori della Costa Amalfitana del XIX e XX secolo assieme a Luca Albino, Angelo Della Mura, Antonio Ferrigno.  

## Biografia
Luigi Paolillo, a causa delle ristrettezze economiche familiari, fu indirizzato da giovanissimo alla vita ecclesiastica, che lasciò ben presto per la vocazione pittorica. Cominciò così l'apprendistato dapprima presso lo studio di Gaetano Capone e in seguito in quello di Raffaele D'Amato. All'età di diciassette anni si trasferì a Napoli, dove studiò all'Accademia di Belle Arti. Nel 1890 decise di trasferirsi in Argentina, a Buenos Aires, per poi ritornare in Italia nel 1903. 
Un nuovo viaggio in Argentina lo compì dal 1907 al 1913, data di un nuovo ritorno in Italia, con dimora a Salerno. Nel febbraio di quest'anno fu ricevuto dal Re, al quale donò una collezione di foto delle sue opere eseguite nel soggiorno nella Terra del Fuoco. Ma i suoi viaggi non erano ancora terminati: ripartì infatti per l'America nel 1921. Qui espose a New York, Filadelfia, Montevideo e Cincinnati. Nel 1929 fece ritorno definitivo in Italia, sposandosi e stabilendosi a Vietri, ove rimase fino alla morte. 
Fu maestro, fra gli altri, della pittrice e fotografa Maria Bertolani. 

## Opere
- E neanche bolle!!!, 1884.
- Salire o scendere?, 1884.
- Studio dal vero, 1885.
- Guidando il suo gregge, 1885.
- Bolle, e la Mamma non viene, 1887.
- Un guardiano che costa poco, 1887.
- Mattino in campagna.
- Ingresso di Villa Rufolo, 1887, olio su tavola, cm 30 x 25, Collezione privata.
- Ci sarà...!, 1888.
- Volto di ragazza, 1892, olio su tela, cm 40 x 30, Collezione privata.
- Paesaggio francese, 1900, olio su tela, cm 34 x 61,5, Collezione privata.
- Torre dello Scarpariello, 1904, acquerello su carta, cm 25,5 x 33, Salerno, Camera di Commercio.
- Villa Rufolo, 1905, Collezione privata.
- Chiesa di San Martino a Ravello di notte, 1905, acquerello e tempera su cartone, cm 24,5 x 15, Salerno, Pinacoteca provinciale.
- Amalfi all'imbrunire, 1905, olio su tela, cm 47 x 109, Collezione privata.
- Dal belvedere dell'Hotel Caruso, 1906, acquerello su carta, cm 27,5 x 37, Collezione privata.
- Angolo paradisiaco di Villa Rufolo, 1919, olio su tela, cm 61 x 85, Salerno, Prefettura.
- La torre di Villa Rufolo a Ravello, 1920, acquerello su carta, cm 32 x 25, Collezione privata.
- Veduta di Marina di Vietri, 1930-1931, olio su tela, cm 47,5 x 109,5, Vietri sul Mare, Palazzo del Comune.
- Mercato, olio su tavola, cm 20,5 x 26,5, Collezione privata.
- Tramonto, olio su tela, Salerno, Pinacoteca provinciale.
- Maiori dal mare, olio su tavola, Collezione privata.
- Crepuscolo lunare, olio su tavola, Collezione privata
- Panorama di Amalfi dall'Hotel Cappuccini, Collezione privata.
- Veduta della costiera da Ravello, olio su tela, cm 61 x 85, Salerno, Palazzo del Comune.